# Paltoga
Paltoga (ryska Палтога) är en ort i Vologda oblast i Ryssland, 18 km väster om Vytegra. Folkmängden uppgick till cirka 300 invånare vid folkräkningen 2002. Orten grundades 2001 som en sammanslagning av flera närliggande byar. Paltoga är huvudorten i landsbygdsenheten Kazakovskoje.